# Victória Guerra
Pour les articles homonymes, voir Guerra, Sousa et Lark.
Victória Guerra, née le 16 avril 1989 à Loulé (district de Faro, au Portugal), est une actrice portugaise.

## Filmographie

### Au cinéma
- 2011 : Catarina e os Outros : Catarina
- 2011 : Amanhã Nunca Mais : Juju
- 2011 : Yakun
- 2012 : Les Lignes de Wellington (As Linhas de Torres Vedras) : Clarissa
- 2013 : Real Playing Game : Driver
- 2014 : Casanova Variations : Sophie
- 2015 : Cosmos : Lena
- 2015 : Amor Impossível : Cristina
- 2016 : À jamais : Marie
- 2017 : The Wilde Wedding : Saffron
- 2018 : Aparição : Sofia
- 2018 : Le Cahier noir : Marie-Antoinette
- 2019 : L'Ange gardien (Variações) de João Maia : Rosa Maria
- 2019 : Le Domaine (A Herdade) de Tiago Guedes : Catarina Lopo Teixeira

### À la télévision
- 2021 : Glória (série télévisée)

## Distinctions
- 2013 : Globos de Ouro de la révélation pour Les Lignes de Wellington (As Linhas de Torres Vedras) et Dancin' Days (film et séries de 2012)
- 2016 : Globos de Ouro de la meilleure actrice pour Amor Impossível (2015)
- 2017 : Berlinale : Shooting Star